# Вестерханинге
Вестерханинге (на шведски: Västerhaninge) е град в лен Стокхолм, източната част на централна Швеция, община Ханинге. Намира се на около 30 km на югоизток от централната част на Стокхолм и на 6 km на югоизток от общинския център Ханден. Има жп гара. Населението на града е 17 429 жители, по приблизителна оценка от декември 2017 г.